# 齋藤仁志
齋藤 仁志（さいとう ひとし、1986年10月9日 - ）は日本の男子陸上競技選手。専門は短距離走。栃木県栃木市（旧下都賀郡都賀町）出身。栃木県立鹿沼高等学校、筑波大学卒。佐野 SAC JUVY TRACK CLUB所属。東野高校短距離コーチ。

## 主な経歴
陸上を始めたのは中学に入ってから。地元は野球が盛んだったが、バットを振ってもかすらないくらい球技が苦手だったため、野球やサッカーではなく陸上部に入部。練習が少ないだろうという理由で消去法で短距離を選択。
高校2年時に2003年インターハイ200mに出場し、22秒84（+0.6）の予選3組7着に終わる。
将来は教師になって陸上部の顧問になれればと思い、教育学部のある大学を受験するも失敗し、1年間の浪人生活を送る。浪人中に出場した2005年日本ジュニア選手権200mを制する。
筑波大学時代に2007年から2009年までインカレの200mを三連覇しており、2008年の北京オリンピックに4×100mと4×400mリレーの補欠メンバーに選ばれている。
2009年の世界選手権に初めて出場するも、直前のユニバーシアードで足を負傷した影響もあり、200mは1次予選敗退。4×100mリレーは北京オリンピックに続き出番なしに終わった。
2011年の日本選手権200m決勝では、2008年と2009年に続き髙平慎士に次ぐ2位に入った。7月のアジア選手権の日本代表に選出されると、200mは大会記録で優勝したカタールのフェミ・オグノデに次ぐ2位、4×100mリレーはアンカーを務め優勝した。この結果を受けて、8-9月開催の世界選手権の日本代表に選出された。
2012年以降は両アキレス腱の怪我の影響で苦しむ。
2013年3月にサンメッセを退社。
2015年4月に筑波大学大学院に進学。

## 人物・エピソード
- 高校3年の時に群馬大学のコーチから練習に誘われ、卒業後は群馬大学に進学しようとするも、推薦入試、前期試験、後期試験の全てに落ちて浪人生活を送ることになった[5]。
- 筑波大学への進学を決めたのは、石塚祐輔たちが推薦で合格したと聞き、一緒にリレーで日本一を目指したいと思ったから[6]。浪人中に日本ジュニア選手権を制して絶好のアピールになると思いきや、筑波大学に浪人生を対象にした推薦制度はなく、必死に勉強を頑張ったという。12月の模試ではE判定だったが見事合格した[5]。
- 夏には神奈川県内の県立高校の合宿（長野県菅平）にコーチとして参加し、若手の育成に寄与している。

## 自己ベスト
記録欄の（　）内の数字は風速（m/s）で、+は追い風を意味する。
| 種目 | 記録          | 年月日        | 場所   | 備考 |
| ---- | ------------- | ------------- | ------ | ---- |
| 100m | 10秒35 (+0.1) | 2008年5月18日 | 東京都 |      |
| 200m | 20秒42 (+1.3) | 2009年6月26日 | 広島市 |      |
| 300m | 32秒79        | 2008年4月20日 | 出雲市 |      |
| 400m | 47秒28        | 2009年        |        |      |

## 主要大会成績

### 国際大会
| 年   | 大会             | 場所         | 種目    | 結果          | 記録          | 備考     |
| ---- | ---------------- | ------------ | ------- | ------------- | ------------- | -------- |
| 2007 | ユニバーシアード | バンコク     | 200m    | 8位           | 21秒34 (+0.2) |          |
| 2007 | ユニバーシアード | バンコク     | 4x100mR | 5位           | 39秒45 (2走)  |          |
| 2007 | ユニバーシアード | バンコク     | 4x400mR | 予選棄権      | DNS           |          |
| 2008 | オリンピック     | 北京         | 4x100mR | 補欠          | 補欠          |          |
| 2008 | オリンピック     | 北京         | 4x400mR | 補欠          | 補欠          |          |
| 2009 | ユニバーシアード | ベオグラード | 200m    | 7位           | 22秒22 (+0.1) |          |
| 2009 | ユニバーシアード | ベオグラード | 4x100mR | 予選失格      | DQ (4走)      |          |
| 2009 | 世界選手権       | ベルリン     | 200m    | 1次予選5組6着 | 21秒38 (-0.2) | 全体48位 |
| 2009 | 世界選手権       | ベルリン     | 4x100mR | 補欠          | 補欠          |          |
| 2009 | アジア選手権     | 広州         | 200m    | 3位           | 21秒10 (+0.6) |          |
| 2011 | アジア選手権     | 神戸         | 200m    | 2位           | 20秒75 (-0.4) |          |
| 2011 | アジア選手権     | 神戸         | 4x100mR | 優勝          | 39秒18 (4走)  |          |
| 2011 | 世界選手権       | 大邱         | 200m    | 準決勝2組6着  | 21秒17 (-1.0) | 全体19位 |
| 2011 | 世界選手権       | 大邱         | 4x100mR | 予選2組4着    | 38秒66 (4走)  | 全体9位  |

### 日本選手権
| 年   | 大会       | 場所   | 種目 | 結果       | 記録          | 備考              |
| ---- | ---------- | ------ | ---- | ---------- | ------------- | ----------------- |
| 2006 | 日本選手権 | 神戸市 | 200m | 5位        | 21秒15 (0.0)  |                   |
| 2007 | 日本選手権 | 大阪市 | 200m | 5位        | 20秒70 (+1.2) |                   |
| 2008 | 日本選手権 | 川崎市 | 200m | 2位        | 20秒80 (-1.2) |                   |
| 2009 | 日本選手権 | 広島市 | 200m | 2位        | 20秒42 (+1.3) |                   |
| 2010 | 日本選手権 | 丸亀市 | 200m | 6位        | 21秒27 (+1.2) |                   |
| 2011 | 日本選手権 | 熊谷市 | 200m | 2位        | 20秒62 (0.0)  |                   |
| 2012 | 日本選手権 | 大阪市 | 200m | 4位        | 20秒57 (0.0)  |                   |
| 2013 | 日本選手権 | 調布市 | 200m | 決勝棄権   | DNS           | 予選21秒16 (-1.3) |
| 2014 | 日本選手権 | 福島市 | 200m | 予選3組5着 | 20秒98 (+1.4) |                   |
| 2015 | 日本選手権 | 新潟市 | 200m | 予選1組6着 | 21秒40 (+0.6) |                   |